# Jaume Bort i Melià

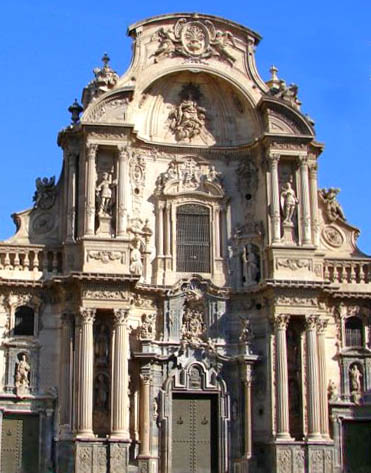
Façana de la catedral de Múrcia autor Jaime Bort i Meliá.

Jaume Bort i Melià (les Coves de Vinromà, Plana Alta, 1693 - † Madrid, 2 de febrer de 1754) va ser un arquitecte i escultor barroc valencià. També apareix referenciat com Jaime Bort i Meliá en haver treballat principalment a Múrcia.
Va ser autor, entre altres obres, de la façana de la catedral de Múrcia. Va portar a terme aquesta obra entre 1736 i 1753 plantejant-la com un gran retaule amb plans corbats és considerada com una de les obres mestres del barroc espanyol. És un bon exemple de l'estètica barroca en el seu cim, que juga deliberadament amb els sortints i entrants que intensifiquen el contrast entre clars i ombres.
Fou també l'autor del projecte de les Cases Consistorials de Conca, més tard realitzat per Lorenzo de Santa María. Conforma un conjunt d'edificis molt representatius del barroc de Conca.
Va participar en la realització de la façana del santuari de la Verge de la Fuensanta (Múrcia) treballant la fornícula central amb la imatge de la Verge flanquejada per sant Patrici i sant Fulgenci.
Va projectar i va construir la plaça del marquès de Camacho a Múrcia per a la celebració de curses de braus. El 1740, va acabar la construcció del Puente Viejo sobre el Segura a la ciutat de Múrcia –popularment anomenat «pont dels perills»– obra que havia iniciat Toribio Martínez. També a Múrcia va realitzar el retaule de l'Església de La Merced on va reproduir la part superior de la catedral. Algunes fonts estimen que va treballar la façana sud de la Basílica de Santa Maria d'Elx.
A Oriola se li atribueix la construcció del Palau del Conde de la Granja. Aquest és un dels palaus més impressionants d'Oriola, tant per la seva volumetria com per la grandiositat de la façana barroca que té una gran semblança amb la de la catedral de Múrcia, tot i que no existeix cap prova documental sobre la seva autoria. D'igual forma, és considerat, per alguns autors, com l'autor de l'Ermita de Roda a San Javier (Múrcia).
Va projectar una solució per a l'evacuació de les aigües residuals de Madrid i existeix un plànol de l'Ajuntament de Caravaca de la Cruz signat per ell.
| Any           | Nom                                                                                            | Ubicació                         | Descripció | Foto exterior | Foto interior |
| ------------- | ---------------------------------------------------------------------------------------------- | -------------------------------- | --- | ------------- | ------------- |
| 1720          | Ermita del Santo Rostro                                                                        | Honrubia (província de Conca)    | Reedificació de l'església del s. XVII; planta octogonal amb una circumferència inscrita i cúpula; el campanar també és obra d'Aldehuela.                               | Ermita        | Retaule       |
| 1733          | Projecte de les Cases Consistorials                                                            | Conca                            | Lliurat al corregidor el 16 de gener de 1734. Fou realitzat per Lorenzo de Santa María en 1760.                                                                         |               |               |
| 1736-1753     | Façana principal de la Catedral de Múrcia                                                      | Múrcia                           | |               |               |
| 1737          | Ajuntament                                                                                     | Caravaca de la Cruz              | Projecte mmodificat per fra Juan de Santa Teresa i Juan García, construït a partir de 1743.                                                                             |               |               |
| 1739-1742     | Puente Viejo o Puente de los Milagros                                                          | Múrcia                           | Acaba la construcció del pont iniciat en 1718. |               |               |
| 1740-1750 ca. | Projecte de fornícula i escultures de la façana del Santuari de Nostra Senyora de la Fuensanta | Algezares (Múrcia)               | Escultures de la Mare de Déu i els sants Fulgenci i Patrici, executades per José Balaguer.                                                                              |               |               |
| 1742          | Plaça de Camachos                                                                              | Múrcia                           | Edificada entre 1759 y 1769 per Martín Solera, que modifica la planta ovalada de Bort per una de quadrada.                                                              | Foto antigua  | Foto actual   |
| 1742          | Portada del Ressuscitat Basílica Menor de Santa Maria d'Elx                                    | Elx                              | Atribuïda a Bort. |               |               |
| 1742          | Projecte del tabernacle (Basílica Menor de Santa Maria d'Elx)                                  | Elx                              | El projecte s'executà a Gènova per Pietro Antonio Geroni; Inmaculada Vidal Bernabé sosté que el projecte de Bort no es va fer i que el projecte és de Marcos Evangelio. |               |               |
| 1744-1760     | Retaule major de l'església de La Merced                                                       | Múrcia                           | |               |               |
| 1748          | Escorxador                                                                                     | Múrcia                           | Se'n conserva una portalada, als Jardines de Floridablanca |               | Fotografia    |
| 1749          | Pont de San Fernando o Puente Verde                                                            | Madrid                           | |               |               |
| 1757          | Palau del Conde de La Granja                                                                   | Oriola                           | No hi ha proves documentals de l'autoria. |               |               |
| 1765-1770     | Sagristia i capella de la Comunió (Iglesia de Santa Justa y Rufina)                            | Oriola                           | |               |               |
| 1768-1771     | Ermita de Roda                                                                                 | San Javier (província de Múrcia) | La façana conserva l'antiga portada renaixentista; planta allargada de trams el·líptics amb capelles.                                                                   |               |               |